# Potemkin City Limits
Potemkin City Limits es el cuarto álbum de estudio de la banda de punk canadiense Propagandhi. Se publicó en octubre del año 2005. 
El disco, al igual que el anterior, fue publicado en Canadá por la discográfica G7 Welcoming Committee Records. En el resto de países fue publicado por Fat Wreck Chords.
Fue el último trabajo del grupo con el sello Fat Wreck Chords.

## Lista de canciones
1. "A Speculative Fiction" – 4:14
2. "Fixed Frequencies" – 3:58
3. "Fedallah's Hearse" – 4:00
4. "Cut into the Earth" – 3:41
5. "Bringer of Greater Things" – 2:45
6. "America's Army™ (Die Jugend Marschiert)" – 4:42
7. "Rock for Sustainable Capitalism" – 4:12
8. "Impending Halfhead" – 1:14
9. "Life at Disconnect" – 3:23
10. "Name and Address Withheld" – 3:21
11. "Superbowl Patriot XXXVI (Enter the Mendicant)" – 0:36
12. "Iteration" – 5:19

## Personal
- Chris Hannah - Guitarra y voz
- Jord Samolesky - Batería
- Todd Kowalski - Bajo